# Боврењ
Боврењ (фр. Beuvraignes) насеље је и општина у североисточној Француској у региону Пикардија, у департману Сома која припада префектури Мондидје.
По подацима из 2011. године у општини је живело 835 становника, а густина насељености је износила 57,79 становника/km². Општина се простире на површини од 14,45 km². Налази се на средњој надморској висини од 91 метар (максималној 104 m, а минималној 77 m).

## Демографија
| 1962. | 1968. | 1975. | 1982. | 1990. | 1999. | 2011. |
| ----- | ----- | ----- | ----- | ----- | ----- | ----- |
| 604   | 660   | 623   | 603   | 610   | 694   | 835   |

График промене броја становника у току последњих година